# Condado de Powder River
El condado de Powder River (en inglés: Powder River County) es uno de los 56 condados del estado estadounidense de Montana. En el año 2000 tenía una población de 1.858 habitantes con una densidad poblacional de 0,22 personas por km². La sede del condado es Broadus.

## Geografía
Según la Oficina del Censo, el condado tiene un área total de 8542 km² (3298,1 mi²), de la cual 8539 km² (3296,9 mi²) es tierra y 3 km² (1,2 mi²) (0.02%) es agua.

### Condados adyacentes
- Condado de Big Horn - oeste
- Condado de Rosebud - oeste
- Condado de Custer - norte
- Condado de Carter - este
- Condado de Crook - sureste
- Condado de Campbell - sur
- Condado de Sheridan - suroeste

## Carreteras
- U.S. Highway 212
- Carretera Estatal de Montana 59

## Demografía
En el 2000 la renta per cápita promedia del condado era de $28,398, y el ingreso promedio para una familia era de $34,671. En 2000 los hombres tenían un ingreso per cápita de $23,971 versus $17,411 para las mujeres. El ingreso per cápita para el condado era de $15,351. Alrededor del 12.90% de la población estaba bajo el umbral de pobreza nacional.

## Comunidades

### Pueblo
- Broadus

### Comunidades no incorporadas
- Belle Creek
- Biddle
- Olive
- Otter
- Powderville
- Sonnette